# David Copperfield (il·lusionista)
David Copperfield   (Metuchen, 16 de setembre de 1956), nascut David Seth Kotkin, és un il·lusionista estatunidenc descrit per la revista Forbes com el mag amb més èxit comercial de la història.
Els especials de televisió de Copperfield han estat nominats a 38 premis Emmy, guanyant-ne 21. Conegut principalment per la seva combinació de narració i il·lusió, la seva carrera de més de quaranta anys li ha valgut 11 Guinness World Records, una estrella al Passeig de la Fama de Hollywood, i un títol de cavaller pel govern francès. Ha estat nomenat Llegenda Vivent per la Biblioteca del Congrés dels Estats Units.
A partir del 2006, ha venut 33 milions d'entrades i ha recaptat més de 4.000 milions de dòlars, més que qualsevol altre artista en solitari de la història per un gran marge. El 2015, Forbes va quantificar els seus ingressos en 63 milions de dòlars durant els 12 mesos anteriors i el va classificar com la 20a celebritat amb més guanys del món.
Quan no actua, gestiona la seva cadena d'11 illes turístiques a les Bahames, que anomena Musha Cay, i les illes de la badia de Copperfield.

## Obres

### Desaparició de l'Estàtua de la Llibertat
El truc de màgia de la desaparició de l'Estàtua de la Llibertat va ser realitzat l'any 1983. Va ser un truc molt sorprenent per als espectadors, ja que consistia en fer desaparèixer el monument nacional de l'Estàtua de la Llibertat de Nova York. Es tracta d'un truc amb espectadors físics que va ser emès per un programa de televisió americà en directe.
L'il·lusionista David Copperfield va utilitzar les referències del diorama, creat per Louis Daguerre l'any 1822, un invent previ al Daguerrotip. Es tractava d'un model tridimensional i simulava un entorn real. El Diorama jugava amb les fonts lumíniques: aquestes eren les úniques durant l'espectacle per tal de centrar la mirada en les imatges, il·luminades, i poder crear els efectes. Copperfield doncs va aprofitar la invenció i la va a dur a terme adaptant-la al truc de màgia. L'audiència es trobava en una plataforma circular en posició frontal a l'Estàtua, la qual estava preparada per un moviment giratori. Aquesta va fer el moviment quan un teló no permetia veure l'entorn real, més llunyà que les quatre parets de l'espai on es trobaven els espectadors físics. El truc va ser encobert per la música alta i la diversa il·luminació que no va permetre que cap dels sentits humans percebés el canvi d'orientació.
La primera imatge del públic era el paisatge de la ciutat de Nova York, en el qual es trobava l'Estàtua, que va desaparèixer en cobrir la vista amb un teló. Aquest va ser el moment del canvi d'orientació de la plataforma on es trobava l'audiència. A continuació, es van recuperar les vistes a la ciutat però en aquest cas sense l'Estàtua. Per acabar el truc es va tornar a privar a el públic de les vistes i la plataforma va tornar a la seva situació incial. D'aquesta manera el truc es va donar per finalitzat amb el retorn de l'Estàtua, l'element fet desaparèixer durant el truc.
El truc de màgia buscava impressionar als espectadors per part de l'il·lusionista; efectivament els objectius de Copperfield van ser assolits. El mag va aconseguir un reconeixement equitatiu pel truc, ja que es tractava de jugar amb un monument de 46 metres d'alçada. Copperfield abans de realitzar el truc va comentar el significat metafòric del truc que donava pas a una llarga reflexió: "How precious liberty is and how easily it can be lost" (Com n'és de preciosa la llibertat i que fàcilment es pot perdre). També va afegir: "I can show with magic how we take our freedom for granted" (Puc demostrar amb màgia com donem per fet la nostra llibertat). Aquest missatge, de la mateixa manera que el truc, va tenir una gran repercussió social.
Amb aquest truc David Copperfield va guanyar el rècord Guinness en l'objecte més gran desaparegut.

### Muralla Xinesa
En aquest truc tan conegut, David Copperfield travessa la immensa Gran muralla xinesa. Ell comença sobre una plataforma, disposat a travessar el mur de pedra de la Muralla Xinesa. La base de la plataforma, encara que sembla ser buida, en realitat té un espai ocult per diversos efectes òptics on el mag pot cabre a dins. Això és difícil de creure perquè està dissenyat de forma enganyosa, amb taules comunament utilitzades per prestidigitadors escènics. Aquest tipus d'objectes se'ls anomena de «base fina».
Per iniciar la funció, es despleguen uns panells translúcids que mostren una ombra i amaguen el que realment està passant. L'ombra és en realitat una projecció falsa que serveix com a primera distracció perquè el mag entri a la base. La superfície de la base sol tenir una trampa feta de dues peces superposades de elastà negra, per tal de fer un joc de llums. El mag pot passar fàcilment perdent-se en els punts cecs de la foscor i és que el gran avantatge de l'elastà és que es tanca automàticament.
En aquest punt, veiem la projecció de l'ombra de penetrar a la muralla, literalment allunyant la vista de l'espectador de la base i del mag. Tan bon punt l'ombra desapareix, baixen els panells i s'observa que el mag ha desaparegut. Posteriorment, la plataforma surt del pla principal de la càmera amb el mag dins. David Copperfield se'n retira tranquil·lament i passa a l'altra banda de la muralla per mitjans convencionals fora de la vista de la càmera i lluny de l'audiència.
El mag ara entra en una nova plataforma de les mateixes característiques a l'altra banda de la paret, situada precisament en el punt del qual se suposa que ha de sortir. Ara es fa servir una tècnica «nova» perquè sembli que està emergint del mur. Dos assistents sostenen una tela que simulen l'intent del mag per travessar la paret i es veuen dues mans intentant empènyer des de dins. Encara que en el seu moment l'efecte va ser força realista, si s'observa amb atenció, es pot percebre que les mans en realitat pertanyen als assistents. Novament, això ho fan per dirigir l'atenció del públic a aquest punt mentre el mag, amagat, espera el seu gran moment.
Finalment, s'aixequen els panells laterals i es projecta una altra ombra del mag emergint de la paret. Mentre això passa, David Copperfield té prou temps per a sortir de la base i, quan retiren ambdós costats, aparenta que màgicament ha aconseguit travessar la Gran Muralla.

## Propietats

### Museu Internacional i de la Biblioteca de les Arts del Conjur
Copperfield és propietari del Museu Internacional i de la Biblioteca de les Arts del Conjur, que acull la col·lecció més gran del món de records, llibres i artefactes màgics històricament significatius. Iniciat l'any 1991 quan Copperfield va comprar la Mulholland Library of Conjuring and the Allied Arts, que contenia la col·lecció més gran del món de records de Houdini, el museu inclou aproximadament 80.000 objectes, inclosos el Gabinet de Tortura d'Aigua de Houdini i el tronc de la metamorfosi, el Buzz Saw d'Orson Welles, il·lusió i autòmats creats per Robert-Houdin. La compra de Copperfield a Mulholland el 1991, que va formar el nucli de la seva col·lecció, va generar crítiques d'alguns mags. Un va dir a un periodista: "David Copperfield comprar la biblioteca de Mulholland és com un imitador d'Elvis que acaba amb Graceland." El 1992, Copperfield va acceptar comprar la col·lecció de màgia privada més gran del món al doctor Robert Albo per afegir-la al museu. Alberga la col·lecció de "Houdiniana" més gran del món (la segona més gran és el Museu Houdini de Nova York).
El museu no està obert al públic; les visites estan reservades per a "col·legues, companys mags i col·leccionistes seriosos". Situat en un magatzem a la seu de Copperfield a Las Vegas, s'accedeix al museu per una porta secreta en el que l'actor Hugh Jackman va descriure com una "botiga sexual" i per Forbes com un "magatzem de roba interior per correu". "No ha de ser secret, s'ha de respectar", va dir Copperfield. "Si un erudit o periodista necessita un tros d'història màgica, és allà".

### Musha Cay, les Bahames
El 2006, Copperfield va comprar onze illes bahameses anomenades Musha Cay. Rebatejades "Les illes de la badia de Copperfield", les illes són un complex privat. S'ha dit que entre els convidats hi ha Oprah Winfrey i John Travolta. El cofundador de Google Sergey Brin es va casar allí. Copperfield ha dit que les illes poden contenir la Font de la Joventut, una afirmació que va fer que el 2006 rebés un premi a l'assoliment dubtós de la revista Esquire.

### Residència de Las Vegas
Abans de la pandèmia de la COVID-19, Copperfield actuava diàriament, amb 15 espectacles programats cada setmana, al teatre David Copperfield del MGM Grand Las Vegas. Cada espectacle va durar 90 minuts.

## Reconeixements
- La Societat de Mags Americans el va nomenar "Mag del segle" i "Rei de la màgia".[23][24]
- Copperfield ha estat nominat 38 vegades als premis Emmy, amb 21 victòries.[25]
- Copperfield va rebre un premi Llegenda Viva de la Biblioteca del Congrés dels EUA.[5]
- Copperfield és el primer mag viu a rebre una estrella al Passeig de la Fama de Hollywood.[3]
- Copperfield va rebre el títol de Cavaller de les Arts i les Lletres, el primer atorgat a un mag.[26]
- Va ser nomenat "Mag de l'Any" el 1979 i el 1986 per l'Acadèmia d'Arts Màgiques.[27]
- Forbes el va nomenar com la 80a celebritat més poderosa, amb guanys de 30 milions de dòlars, el 2009.[28]
- Va ser inclòs en el Ride of Fame de la ciutat de Nova York l'11 de setembre de 2015.[29]
- El desembre de 2020, Copperfield es va convertir en el 23è membre del Saló de la Fama del Museu Nacional d'Història dels Jueus d'Amèrica, unint-se a Ruth Bader Ginsburg i Steven Spielberg.[30][31]
- Copperfield té 11 rècords Guinness.[2][32]

## Gires mundials
- La màgia de David Copperfield: Live on Stage (1983–1986)
- La màgia de David Copperfield: noves il·lusions radicals (1987–1989)
- David Copperfield: màgia per als anys noranta (1990–1994)
- David Copperfield: Beyond Imagination (també conegut com The Best of David Copperfield) (1995–1996)
- David Copperfield: Dreams and Nightmares (també conegut com The Magic is Back) (1996–1998)
- David Copperfield: El viatge d'una vida (també conegut com U!) (1999–2000)
- David Copperfield: dimensió desconeguda (també conegut com a Global Encounter) (2000–2001)
- David Copperfield: Portal (2001–2002)
- David Copperfield: An Intimate Evening Of Grand Illusion (també conegut com a World of Wonders) (2003-present)